# Lubio Cardozo
Lubio Cardozo (Caracas, Venezuela, 26 de mayo de 1938 - Mérida, Venezuela, 22 de noviembre de 2021) es un poeta, ensayista, investigador y crítico literario venezolano.

## Biografía
Licenciado en Letras en la Universidad Central de Venezuela (curso 1960-1964). Postgrado en Investigación Documental en la Escuela de Documentalistas de Madrid (curso 1972-1974). Profesor Titular Jubilado de la Universidad de Los Andes. Director de la Escuela de Letras de la Facultad de Humanidades de la ULA (1975-1976). Director Fundador del Instituto de Investigaciones Literarias "Gonzalo Picón Febres" de la misma Universidad (1977-1979). Decano de la Facultad de Humanidades de la Universidad de Los Andes (1979- 1981). Miembro de la Academia de Mérida y Bibliotecario de su Directiva (1993). Lubio Cardozo comienza su vida literaria, como poeta, en la revista En Haa junto con José Balza, Jorge Nunes, Carlos Noguera, Argenis Daza Guevara, Armando Navarro, Teodoro Pérez Peralta. En Haa significaba una tercera posición estética, creativa, en la Caracas del primer lustro de los años sesenta, en cuya escena jugaban un papel de primer orden Tabla Redonda y Sardio. Pasada la difícil década del sesenta, las búsquedas literarias de En Haa se continuarán con el mismo grupo de intelectuales en las publicaciones Jakemate (Caracas, 1972) y Falso Cuaderno (Caracas, 1976). Ha obtenido los siguientes premios literarios: de ensayo, en el VIII Concurso Literario de la Universidad del Zulia (Maracaibo, 1970); de investigación, en el "Carlos E. Muñoz Oraa" de la ULA (Mérida, 1976); de poesía, Mención en el VI Concurso Anual de Poesía de la Universidad del Zulia (Maracaibo, 1967), Municipal de Literatura (Mérida, 1982); Premio de Poesía APULA (1984). Ha sido colaborador de diversas revistas literarias nacionales y extranjeras, entre estas últimas: Xilote (México), Igitur (Córdoba, Argentina), Ideas, Artes y Letras (Lima), Espiral (Bogotá), Esparavel (Cali, Colombia); y entre las nacionales: Suplemento Cultural de Últimas Noticias (Caracas), Revista Nacional de Cultura (Caracas) Revista de la Universidad del Zulia (Maracaibo), etc. Redactor de la Revista Caribana (1982 - 1984), En Haa (1963 - 1971), Jakemate (1972) y Falso Cuaderno (1976 - 1981). Coordinador de la revista ACTUAL de la Dirección General de Cultura y Extensión de la Universidad de Los Andes, Mérida, Estado Mérida. Cardozo ha publicado más de treinta (30) títulos de estudios literarios sobre Historia, Teoría y Crítica. Fue promotor, coordinador, editor y coautor del Diccionario general de la literatura venezolana (2 vol. 1974). Como el mismo autor sostiene en su libro de crítica litararia Paseo por el bosque de la palabra encantada, su obra bibliográfica y, ciertamente, historiográfica es "fruto de muchas lecturas, apuntan más bien hacia un intento de nombrar para la historia ciertos momentos del desenvolvimiento de la creación poética venezolana, cuando y donde han levantado los bardos un significado hacer de un trascendente valor artístico innegable, a partir de 1940". Se diría que se trata de un como levantamiento, un tanto heteredoxo aunque fundamental, del mapa poético venezolano contemporáneo. Su obra poética comprende los siguientes títulos: Extensión Habitual (1966), Apocatástasis (1968), Contra el campo del rey (1968), Salto sobre el área no hollada ( 1971), Fabla ( 1974), Paisajes (1975), Poemas de caballería ( 1983), Solecismos (1986), Poemas (1992), Lugar de la Palabra (1993), El país de las nubes (1995) Un verso cada día (1995). Arbóreos (1997), Ver (1999).  Toda su poesía ha sido reunida en el volumen La cuarta escogencia (Ediciones Mucuglifo, 2006). En 2011 ha salido su último poemario Alrededor así como el libro sobre poetas merideños Mérida una ciudad hecha de poesía (La Espada Rota). http://www.poemaspoetas.com/lubio-cardozo y http://www.letralia.com/firmas/cardozolubio.htm
“La poesía en el poema, lo poético, nutre todas las estructuras de la composición, el léxico, los tropos, las figuras, el verso y la estrofa (si los hay), la musicalidad. La poesía comprende la belleza, la engloba, pero va más allá de ella. Incorpora el pensar, ideas, visiones, a su entidad; no obstante a todos ellos los subyuga para salir a la percepción de la mirada y del oído, a accionar la inteligencia (interpretando una frase de Plotino se podría decir en este caso, la inteligencia se hace entonces ser de la poesía y el ser de la poesía se hace a su vez inteligencia. Enéada sexta. VI, 2) a ser percibida, sentida, intuida; a ser placer, conocimiento, misterio y sobrecogimiento.” (Lubio Cardozo).http://www.wikilearning.com/monografia/para_que_la_poesia-para_salir_a_la_percepcion_de_la_mirada/17908-29
Del poeta Lubio Cardozo ha escrito el historiador y poeta Rafael Rattia:
"El poeta Lubio Cardozo está destinado, por una especie de fatum benéfico inscrito en el devenir de las letras hispanoamericanas del siglo XX, a formar parte de los escritores antiguos de habla hispana. Es Cardozo, ciertamente, un extraño caso de la literatura venezolana en particular y de las letras latinoamericanas en general. Nadie discute la excelsa formación clasicista que distingue a este excelente poeta que ya ha alcanzado un cimero lugar entre los mejores estros que conforman la atalaya literaria de nuestro continente hispanohablante. Casi una veintena de poemarios pueden atestiguar mi aserto (...)"
Asimismo el tachirense Pablo Mora asevera que
"(...) Lubio Cardozo en permanente pasión por la palabra, frente a la vida, frente a la luz, la sombra o la ternura, reteje, (re)ordena, deslinda, resucita la palabra, la sigue y la persigue minuciosamente en sus valles, aposentos, intersticios, vericuetos, calzadas, alcores, aleros, umbrales y veredas. Conspiración de sueños. Lírica, fulgurante provocación frente al horizonte azul del vuelo, desde el senderuelo que lleva a la alquería, “sobre el azafranado espíritu de la errancia”. Errabundaje, trashumancia del hombre que mira hacia la estrella. Entonces, sabemos qué cosa sea la risa o la “holganza profunda”. Sabemos del don del azar, de la alegría; de ese otro nombre del tiempo: el olvido; nos convencemos de que la vida es el jardín del mundo: de que sólo la poesía corporiza el tiempo; que la llama pareciera el delirio de un gran pensamiento o el mundo ese delirio; que la poesía, “Mater Amabilis”, deífica presencia, casi todo lo define." http://www.ucm.es/info/especulo/numero32/lubiocar.html

## Obras
Desde la torre de Segismundo (2007)
Formas estructurales del poema lírico (musicalidad, tropos, figuras) (2003)
Paseo por el bosque de la palabra encantada (1997)
Antología de la poesía venezolana escrita en la Guerra de Independencia (1994)
La poesía lírica venezolana en el siglo XIX (1992)
Debajo de un considerando me puse a considerar (1987)
El sabor de la tierra (1987)
Los repertorios bibliográficos venezolanos del siglo diecinueve (1982)
Por la tendida loma (1979)
Historia de los estudios bibliográficos humanísticos latinoamericanos (1978)
Philobiblión (1976)
Bibliografía de bibliografías sobre la literatura venezolana en las bibliotecas de Madrid, París y Londres (1975)
La poesía en Mérida de Venezuela (1971)
Antología de la poesía merideña (1969)
Cuentos indígenas venezolanos (baniba-bare-piapoco-puinabe)(1968)
Bibliografía de la literatura merideña (1968)
Contribución a la bibliografía sobre la literatura indígena venezolana (1966)
http://openlibrary.org/authors/OL85373A/Lubio_Cardozo